# Marché des Patriarches

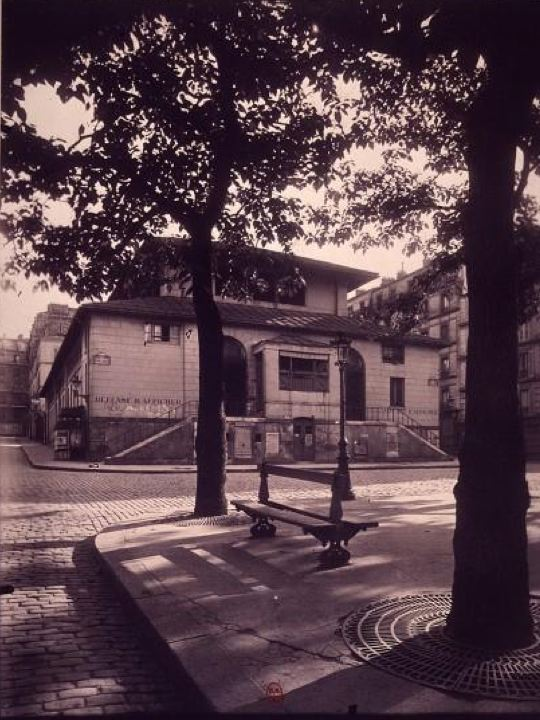
Marché des Patriarches en 1924 (Eugène Atget).

Le marché des Patriarches était un marché de vente de produits alimentaires frais, situé dans le 5e arrondissement de Paris, et qui donna son nom aux rues environnantes. Au plus fort de son activité et par manque de place, les étals des marchands s'installaient même dans les rues adjacentes.
Le marché couvert a été construit par l'architecte André Chatillon de 1828 à 1832. Le marché qui s'y tenait jusqu'à sa fermeture en 1953 a été remplacé aujourd'hui par un gymnase et des logements de la ville de Paris.

## Situation
Le marché couvert était longé :
- au nord par la rue de Mirbel,
- à l'est par la rue du Marché-des-Patriarches,
- au sud par l'actuelle place Bernard-Halpern,
- à l'ouest par la rue des Patriarches.

## Origines

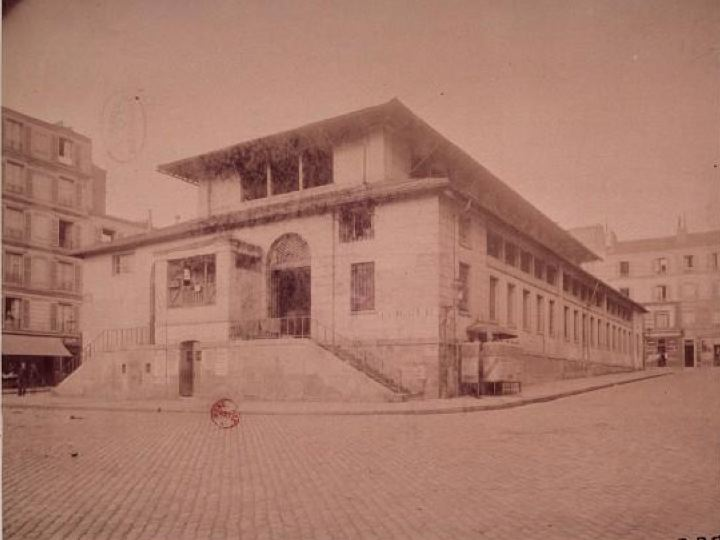
Marché des Patriarches en 1900 (Eugène Atget).

L’évêque de Paris, Jean de Meulan, permet l'ouverture du marché des Patriarches en reconnaissance des prêtres pénitents « anthropophages » venus lui sauver la vie en ce lieu en 1353.

## Citation littéraire
C'était au XIXe siècle un lieu de brocante. Baudelaire l'évoque dans le poème À M. Eugène Fromentin à propos d'un importun qui se disait son ami des Fleurs du mal :
Qu'il donnerait (fût-ce à Luzarches !)

Dans le bric-à-brac jusqu'au cou,

Et qu'au Marché des Patriarches

Il avait fait plus d'un bon coup.